# 阿尔布赫山麓施泰因海姆
阿尔布赫山麓施泰因海姆是德国巴登-符腾堡州的一个市镇。总面积82.41平方公里，总人口8480人，其中男性4236人，女性4244人（2011年12月31日），人口密度103人/平方公里。